# Melvin Ingram
(en) Statistiques sur pro-football-reference
Melvin Ingram (né le 26 avril 1989 à Hamlet) est un joueur américain de football américain. Il joue actuellement avec les Dolphins de Miami.

## Enfance
Ingram étudie à la Richmond Senior High School de Richmond County où lors de sa dernière année il fait quatre-vingt-sept tacles et 2,5 sacks au poste de linebacker.

## Carrière

### Université
En 2007, il entre à l'université de Caroline du Sud. Son poste de prédilection étant pourtant linebacker, il change de poste, adoptant celui de defensive end. Lors de la saison 2009, il est premier au classement des sacks de l'équipe avec neuf.
En 2011, pour sa dernière saison universitaire, il fait trente-et-un tacles, deux interceptions et 8,5 sacks et inscrit deux touchdowns, contre l'université de Géorgie.

### Professionnel
Melvin Ingram est sélectionné au premier tour du draft de la NFL de 2012 par les Chargers de San Diego au dix-huitième choix.
Après une bonne première saison où il joue les 16 matchs de son équipe, il manque une grande partie de la saison 2013 à cause d'une blessure.

## Palmarès
- Équipe All-America 2011